# Пушка
Пушката е дългоцевно огнестрелно оръжие, поразяващо целта дистанционно чрез изстрелване на куршуми или други проектили. Проектирана е да бъде държана с две ръце като се опира на рамото на стрелеца чрез приклад за стабилност по време на стрелба.
При условия на близък бой на пушката може да бъде закрепен щик.

Използва се с военна, ловна и спортна цел.
В България пушки се наричат като цяло всички нарезни дългостволни оръжия като винтовка и карабина.
У нас пушки се произвеждат и в най-големия военно-промишлен комплекс в страната – „Арсенал АД“ Казанлък.
Деривати на пушката са повечето съвременни огнестрелни оръжия като карабина, автомат и др.

Според системата за презареждане пушките биват:
- въртящ болтов затвор с ръкохватка за ръчно презареждане, ловна карабина
- автоматични (според закона в България автоматично оръжие е забранено за граждани)
- полуавтоматични
- ръчно презареждани, типична ловна двуцевка

Според вида предназначение могат да са:
- спортни,
- ловни
- бойни.

Основни части:
- цев
- дуло
- приклад
- затвор
- ударно-спусков механизъм
- пълнител
- мерни приспособления
- ложа и
- (в някои случаи) щик